# Jason Richardson (atleta)
Jason Richardson (Houston, 4 de abril de 1986) é um atleta norte-americano, especialista nos 110 metros com barreiras.
Foi campeão mundial em Daegu 2011, nos 110m com barreiras.